# بسبسة بن عمرو
بسيسة بن عمرو  أو بَسْبَس بن عمرو الجُهَنِي  صحابي بعثه النبي إلى عير أبو سفيان بن حرب مع عَدِي بن أبي الزَّغْبَاء فعاد إليه، فأخبره فسار إلى بدر. شهد بسيسة غزوتي بدر وأُحُد، وليس له عقب.
عن ثابت عن أنس قال: «بعث رسول الله ﷺ بسبسة عينًا، ينظر ما فعلت عير أبي سفيان، فجاء، وما في البيت أحد غيري وغير رسول الله ﷺ، قال: ما أدري ما استثنى بعض نسائه، قال: فحدثه الحديث. قال: فخرج رسول الله صَلَّى الله عليه وسلم فتكلم، وقال: "إِنَّ لَنَا طَلِبَةً فَمَنْ كَانَ ظَهْرُهُ حَاضِرًا فَلْيَرْكَبْ مَعَنَا"، فجعل رجال يسأذنونه في ظهرهم في علو المدينة فقال: "لَا؛ إِلَّا مَنْ كَان ظَهْرُهُ حَاضِرًا"، فانطلق رسول الله ﷺ وأصحابه حتى سبقوا المشركين إلى بَدْرٍ.»